# Gran Premi de Malàisia del 2014
El Gran Premi de Malàisia de Fórmula 1 de la temporada 2014 s'ha disputat al circuit de Sepang, del 28 al 30 de març del 2014.

## Resultats de la qualificació
| Pos                  | No | Pilot             | Constructor          | Part 1   | Part 2   | Part 3   | Sortida |
| -------------------- | -- | ----------------- | -------------------- | -------- | -------- | -------- | ------- |
| 1                    | 44 | Lewis Hamilton    | Mercedes             | 1:57.202 | 1:59.041 | 1:59.431 | 1       |
| 2                    | 1  | Sebastian Vettel  | Red Bull-Renault     | 1:57.654 | 1:59.399 | 1:59.486 | 2       |
| 3                    | 6  | Nico Rosberg      | Mercedes             | 1:57.183 | 1:59.445 | 2:00.050 | 3       |
| 4                    | 14 | Fernando Alonso   | Ferrari              | 1:58.889 | 2:01.356 | 2:00.175 | 4       |
| 5                    | 3  | Daniel Ricciardo  | Red Bull-Renault     | 1:58.913 | 2:00.147 | 2:00.541 | 5       |
| 6                    | 7  | Kimi Räikkönen    | Ferrari              | 1:59.257 | 2:01.532 | 2:01.218 | 6       |
| 7                    | 27 | Nico Hülkenberg   | Force India-Mercedes | 1:58.883 | 2:00.839 | 2:01.712 | 7       |
| 8                    | 20 | Kevin Magnussen   | McLaren-Mercedes     | 2:00.356 | 2:02.094 | 2:02.213 | 8       |
| 9                    | 25 | Jean-Éric Vergne  | Toro Rosso-Renault   | 2:01.689 | 2:02.096 | 2:03.078 | 9       |
| 10                   | 22 | Jenson Button     | McLaren-Mercedes     | 2:00.889 | 2:01.810 | 2:04.053 | 10      |
| 11                   | 26 | Daniïl Kviat      | Toro Rosso-Renault   | 2:01.175 | 2:02.351 |          | 11      |
| 12                   | 21 | Esteban Gutiérrez | Sauber-Ferrari       | 2:01.134 | 2:02.369 |          | 12      |
| 13                   | 19 | Felipe Massa      | Williams-Mercedes    | 2:00.047 | 2:02.460 |          | 13      |
| 14                   | 11 | Sergio Pérez      | Force India-Mercedes | 2:00.076 | 2:02.511 |          | 14      |
| 15                   | 77 | Valtteri Bottas   | Williams-Mercedes    | 1:59.709 | 2:02.756 |          | 181     |
| 16                   | 8  | Romain Grosjean   | Lotus-Renault        | 2:00.202 | 2:02.885 |          | 15      |
| 17                   | 13 | Pastor Maldonado  | Lotus-Renault        | 2:02.074 |          |          | 16      |
| 18                   | 99 | Adrian Sutil      | Sauber-Ferrari       | 2:02.131 |          |          | 17      |
| 19                   | 17 | Jules Bianchi     | Marussia-Ferrari     | 2:02.702 |          |          | 19      |
| 20                   | 10 | Kamui Kobayashi   | Caterham-Renault     | 2:03.595 |          |          | 20      |
| 21                   | 4  | Max Chilton       | Marussia-Ferrari     | 2:04.388 |          |          | 21      |
| 22                   | 9  | Marcus Ericsson   | Caterham-Renault     | 2:04.407 |          |          | 22      |
| 107% temps: 2:05.385 |    |                   |                      |          |          |          |         |
| Font:                |    |                   |                      |          |          |          |         |

Notes
- ^1  — Valtteri Bottas va ser penalitzat amb tres posicions a la graella per destorbar Daniel Ricciardo durant la qualificació.[2]

## Resultats de la Cursa
| Pos   | No | Pilot             | Constructor          | Voltes | Temps / Retirada   | Pos.Sortida | Punts |
| ----- | -- | ----------------- | -------------------- | ------ | ------------------ | ----------- | ----- |
| 1     | 44 | Lewis Hamilton    | Mercedes             | 56     | 1:40:25.974        | 1           | 25    |
| 2     | 6  | Nico Rosberg      | Mercedes             | 56     | +17.313            | 3           | 18    |
| 3     | 1  | Sebastian Vettel  | Red Bull-Renault     | 56     | +24.534            | 2           | 15    |
| 4     | 14 | Fernando Alonso   | Ferrari              | 56     | +35.992            | 4           | 12    |
| 5     | 27 | Nico Hülkenberg   | Force India-Mercedes | 56     | +47.199            | 7           | 10    |
| 6     | 22 | Jenson Button     | McLaren-Mercedes     | 56     | +1:23.691          | 10          | 8     |
| 7     | 19 | Felipe Massa      | Williams-Mercedes    | 56     | +1:25.076          | 13          | 6     |
| 8     | 77 | Valtteri Bottas   | Williams-Mercedes    | 56     | +1:25.537          | 18          | 4     |
| 9     | 20 | Kevin Magnussen   | McLaren-Mercedes     | 55     | +1 Volta           | 8           | 2     |
| 10    | 26 | Daniïl Kviat      | Toro Rosso-Renault   | 55     | +1 Volta           | 11          | 1     |
| 11    | 8  | Romain Grosjean   | Lotus-Renault        | 55     | +1 Volta           | 15          |       |
| 12    | 7  | Kimi Räikkönen    | Ferrari              | 55     | +1 Volta           | 6           |       |
| 13    | 10 | Kamui Kobayashi   | Caterham-Renault     | 55     | +1 Volta           | 20          |       |
| 14    | 9  | Marcus Ericsson   | Caterham-Renault     | 54     | +2 Voltes          | 22          |       |
| 15    | 4  | Max Chilton       | Marussia-Ferrari     | 54     | +2 Voltes          | 21          |       |
| Ret   | 3  | Daniel Ricciardo  | Red Bull-Renault     | 49     | Aleró              | 5           |       |
| Ret   | 21 | Esteban Gutiérrez | Sauber-Ferrari       | 35     | Caixa de canvi     | 12          |       |
| Ret   | 99 | Adrian Sutil      | Sauber-Ferrari       | 32     | Unitat de potència | 17          |       |
| Ret   | 25 | Jean-Éric Vergne  | Toro Rosso-Renault   | 18     | Turbo              | 9           |       |
| Ret   | 17 | Jules Bianchi     | Marussia-Ferrari     | 8      | Frens              | 19          |       |
| Ret   | 13 | Pastor Maldonado  | Lotus-Renault        | 7      | Unitat de potència | 16          |       |
| DNS   | 11 | Sergio Pérez      | Force India-Mercedes | 0      | Caixa de canvi     | 14          |       |
| Font: |    |                   |                      |        |                    |             |       |